# Кію
Кію (ест. Kiiu) — селище в північній Естонії на березі Балтійського моря. Розташоване в повіті Гар'юмаа, волості Куусалу, за 39 км на схід від центру Таллінна. Населення — близько 900 осіб.
Селище відоме своїм замком-вежею. Яка побудована в 1517 році бароном фон Тізенгаузеном. Ця кругла вежа побудована з каменю, що нагадує вежі старих міських стін Таллінна. У Кію народився естонський місіонер та африканіст Леонард Блюмер (ест. Leonhard Blumer; 1878—1938).